# Стриженко Артем Олегович
Арте́м Оле́гович Стриже́нко  (28 жовтня 1993, Сватове, Луганська обл. — 21 липня 2014, Лисичанськ, Луганська обл.) — солдат Збройних сил України, учасник російсько-української війни.

## Життєпис
Народився в м. Сватове Луганської області. Згодом сім'я переїхала у м.Житомир. У 2000—2008 роках навчався в житомирському ліцеї № 25, далі — у Житомирському коледжі бізнесу та права. Після закінчення навчання пішов на військову службу (2012—2013); по тому — за контрактом. Був водієм-регулювальником у 95-й окремій аеромобільній бригаді.
З 23 квітня 2014 року брав участь в бойових діях на сході України. 21 липня 2014 року під час виконання бойового завдання в зоні проведення бойових дій біля міста Лисичанськ загинув від вогнепальних поранень.
Похований у Житомирі 24 липня 2014-го на Корбутівському кладовищі.
Без сина лишилась мама.

## Нагороди та вшанування
- 14 листопада 2014 року за особисту мужність і героїзм, виявлені у захисті державного суверенітету та територіальної цілісності України, вірність військовій присязі під час російсько-української війни нагороджений орденом «За мужність» III ступеня (посмертно).
- 1 листопада 2016 року у Житомирі на фасаді ліцею № 25 було відкрито і освячено меморіальну дошку Артему Стриженку[2] .